# Manistee
Manistee è un comune degli Stati Uniti d'America, situato nello Stato del Michigan, nella Contea di Manistee, della quale è il capoluogo.